# Dedesdorf-Eidewarden
Dedesdorf-Eidewarden è una frazione del comune di Loxstedt, nel land della Bassa Sassonia, in Germania.
Già comune autonomo, fu incorporato a Landwürden il 1º gennaio 1936.